# Fortià
Fortià település Spanyolországban, Girona tartományban. Fortià Castelló d’Empúries, Riumors, Siurana, Vilamalla, El Far d'Empordà, Vila-sacra és Peralada községekkel határos. Lakosainak száma 801 fő (2024).

## Népesség
A település népessége az elmúlt években az alábbi módon változott:
| Lakosok száma | 186  | 429  | 539  | 423  | 472  | 547  | 639  | 710  | 763  | 801  |
|               | 1717 | 1887 | 1936 | 1960 | 1986 | 2004 | 2009 | 2014 | 2019 | 2024 |